# Parkvejens Skole
Parkvejens Skole ligger i den østlige del af Odder by. Skolen blev bygget i 1970 og er udvidet i 1973, 1978, 2006 og i 2010-12, således der i dag er et samlet etageareal på ca. 14.500 kvm. Skolen har børnehaveklasse til og med 9. klasse. Skolen er to-sporet fra børnehaveklassen til 6. kl. Herefter tre til femsporet. Skolen modtager oplandselever fra Gylling, Hundslund, Hou og Saksild skoler i 7 kl.